# Station Monts
Station Monts is een spoorwegstation in de Franse gemeente Monts.